# Pseudostellaria setulosa
Pseudostellaria setulosa är en nejlikväxtart som beskrevs av Jisaburo Ohwi. Pseudostellaria setulosa ingår i släktet Pseudostellaria och familjen nejlikväxter. Inga underarter finns listade i Catalogue of Life.